# Hans Zbinden
Hans Zbinden (* 26. August 1893 in Bern; † 9. Mai 1971 ebenda) war ein Schweizer Verleger und Autor.
Zbinden studierte Recht und Geschichte in Bern und Zürich; 1919 promovierte er in Bern. Von 1934 bis 1959 war er Leiter des Kunstbuchverlags Iris. 1950 erhielt er einen Lehrauftrag für Kultursoziologie und -kritik, wurde 1955 Honorarprofessor in Bern, und war von 1953 bis 1967 Präsident des Schweizerischen Schriftstellerverbandes.
Zu seinen bekanntesten Schriften zählen Die Moralkrise des Abendlandes (1940), Die Automation als menschliches Problem (1957) und Der bedrohte Mensch (1959); mit ihnen trug er wesentlich zur geistigen und kulturellen Neubesinnung der Schweiz nach dem Zweiten Weltkrieg bei.
Sein Nachlass befindet sich im Schweizerischen Literaturarchiv.